# Tres suecas para tres rodríguez
Tres suecas para tres rodríguez es una película española de comedia estrenada el 15 de julio de 1975, dirigida por Pedro Lazaga y protagonizada en los papeles principales por Tony Leblanc, Rafael Alonso, Antonio Ozores, Florinda Chico, Helga Liné, Marisa Medina y Érika Wallner.

## Sinopsis
Al quedarse Adela embarazada, su médico le aconseja descanso y decide pasar unos días de vacaciones en la playa de Benidorm. Su marido Paco se queda entonces "de rodríguez" al igual que Juan y Antonio, dos compañeros suyos de oficina. Los tres se verán engatusados por tres esculturales suecas llamadas Ingrid, Erika y Helga, que fingen que se han enamorado de ellos. Pero lo que pretenden realmente es utilizarlos como tapadera del negocio de tráfico de drogas al que se dedican.

## Reparto
- Tony Leblanc como Paco Gómez.
- Rafael Alonso como	Juan.
- Antonio Ozores como Antonio.
- Florinda Chico como Adela.
- Helga Liné como Ingrid.
- Marisa Medina como Erika.
- Érika Wallner como Helga.
- Laly Soldevila como Trini.
- Dorita Vázquez como Olga.
- Paco Valladares como Richard.
- Antonio Pica		 como Jefe de Olga
- José Moreno
- Beni Deus como Portero apartamento suecas.
- Víctor Israel como Genaro.
- Luis Bastarrica como Policía
- Ricardo G. Lilló